# Tinta y tiempo
Tinta y tiempo é o décimo segundo álbum de estúdio do cantor e compositor uruguaio Jorge Drexler, foi lançado em 22 de abril de 2022 pela Sony Music. Ao contrário do álbum anterior e de sonoridade mais austera, contém arranjos orquestrais, sons eletrônicos e participações especiais de Rubén Blades, C. Tangana, Noga Erez e Martín Buscaglia.
O álbum ganhou o prêmio Grammy Latino de 2022 de Melhor Álbum de Cantor-Compositor.

## Lista de canciones
| N.º | Título                                          | Duração |  |
| 1.  | "El plan maestro" (Part. Rubén Blades)          | 3:50    |  |
| 2.  | "Corazón impar"                                 | 3:10    |  |
| 3.  | "Cinturón blanco"                               | 3:40    |  |
| 4.  | "Tocarte" (Part. C. Tangana)                    | 2:34    |  |
| 5.  | "Tinta y tiempo"                                | 4:09    |  |
| 6.  | "¡Oh, Algorítmo!" (Part. Noga Irez)             | 3:04    |  |
| 7.  | "Amor al arte"                                  | 4:30    |  |
| 8.  | "El día que estrenaste al mundo"                | 3:09    |  |
| 9.  | "Bendito desconcierto" (Part. Martín Buscaglia) | 3:31    |  |
| 10. | "Duermevela"                                    | 3:14    |  |